# Thal (Švýcarsko)
Thal (psáno také jako Thal SG pro odlišení od jiných stejnojmenných sídel) je obec ve švýcarském kantonu St. Gallen. Nachází se na východě kantonu, nedaleko hranic s Rakouskem. Žije zde přibližně 6 600 obyvatel.

## Geografie

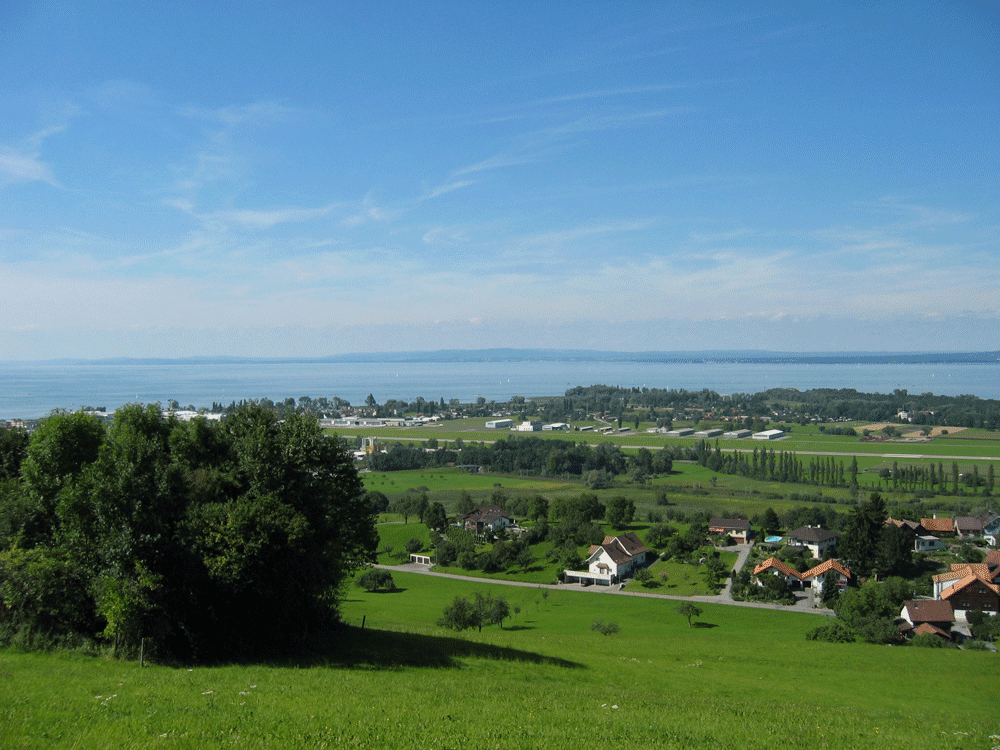
Altenrhein

Místní části Thal a Buriet patří do tzv. vnitřního Rhodu a části Altenrhein, Buechen, Staad do tzv. vnějšího Rhodu s vrcholem Buechberg (525 m), který obě oblasti odděluje.
- Altenrhein leží při ústí tzv. Starého Rýna (Alten Rhein) do Bodamského jezera.
- Buriet leží na severovýchodním svahu masivu Buechberg.
- Buechen leží mezi Buechbergem a Rorschacher Berg, Staad tvoří s Buechenem jednotku a leží severozápadně od Buechenu u Bodamského jezera.
- Thal leží - jak název napovídá - v klimaticky chráněné údolní kotlině mezi Buechbergem na severu a Lutzenbergem na jihu.

## Historie

Thal (1923)

Thal byl poprvé zmíněn v roce 1163 jako curtis tale. Kostnický biskup prodal dvůr Thal, který se skládal z Thalu, Buechenu, Heidenu, Lutzenbergu, Rheinecku, Staadu a Wolfhaldenu, spolu s farním kostelem v roce 1163 Rudolfovi von Pfullendorf, který odkázal císařskému dvoru, který byl v roce 1209 přeměněn na císařské hejtmanství Rheineck císaře Fridricha I. Niedergericht, Kirchenatz a Kelnhof Thal byly v roce 1341 zastaveny pánům ze Sulzbergu. V roce 1429 se Kurzenberg oddělil od Thalu a v roce 1598 došlo k rozdělení společného panství mezi thalský a kurzenberský dvůr. V roce 1498 došlo k definitivnímu odtržení městečka Rheineck a v roce 1770 byl mezi vesničany rozděleno sídlo Buriet. Od roku 1490 do roku 1798 byl Thal součástí panství Rheintal. V letech 1798 až 1803 patřil Thal k okresu Rheintal v kantonu Säntis, poté v letech 1803 až 1831 k okresu Rheintal v kantonu St. Gallen a v letech 1831 až 2002 k okresu Unterrheintal.
První kostel byl pravděpodobně postaven kolem roku 700. K farnosti Thal s kostelem Panny Marie patřily Thal, Buechen, Staad, Rheineck, appenzellské obce Heiden, Lutzenberg a Wolfhalden a do roku 1791 rakouské Gaißau. V letech 1529 až 1532 byl Thal reformovaný, poté paritní. V roce 1712 byl církevní majetek rozdělen. V roce 1716 vznikla reformovaná farnost Thal-Lutzenberg a v roce 1790 byl postaven reformovaný kostel Buechen-Staad.
Od 16. století zde vznikaly zámky a venkovská sídla šlechticů a měšťanů města St. Gallen. Rýn a potoky z pohoří Appenzeller Vorderland opakovaně způsobovaly škody. V roce 1806 zničil požár 49 budov.
Až do druhé světové války se Thal živil hlavně zemědělstvím, před rokem 1850 především rolnictvím s 12 mlýny. Od pozdního středověku se zde také těžil pískovec. Již v 10. století jsou na Buechbergu doloženy vinice. V roce 1886 činila plocha vinic 96 ha, v roce 1992 ještě 20 ha. Vinařské družstvo Thal bylo založeno v roce 1916. Brzy se zde etabloval také průmysl: v roce 1813 zde byla založena soustružna, v roce 1891 barvírna, v roce 1836 továrna na hedvábnou gázu Sefar s tovární výrobou i výrobou přímo v domácnostech a v roce 1862 továrna na lepenku. Z bývalé nemocnice pro cizince z roku 1885 se v roce 1916 stala obecní nemocnice a v roce 1979 oblastní domov důchodců. V letech 1930–2012 provozovali misionáři gymnázium Marienburg. Díky dálničnímu napojení v roce 1973 se různé průmyslové a obchodní podniky usídlily především v Burietu, zatímco obytné čtvrti, školy a zařízení pro volný čas jsou soustředěny v Buechenu.

## Obyvatelstvo

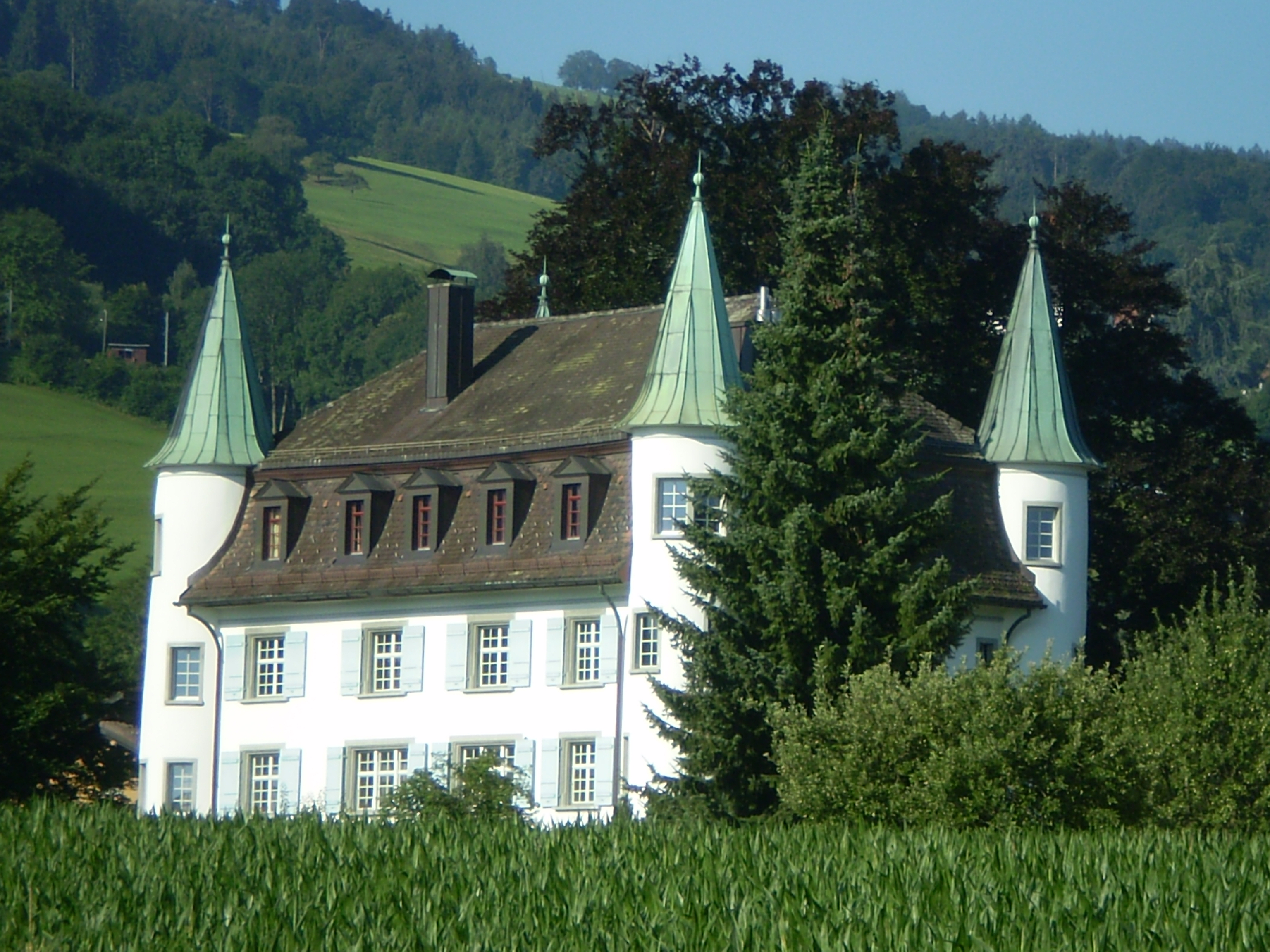
Zámeček Risegg

| Rok            | 1850 | 1900 | 1950 | 1980 | 2000 | 2010 | 2019 |
| Počet obyvatel | 2748 | 3546 | 4025 | 4725 | 5996 | 6286 | 6565 |

## Doprava

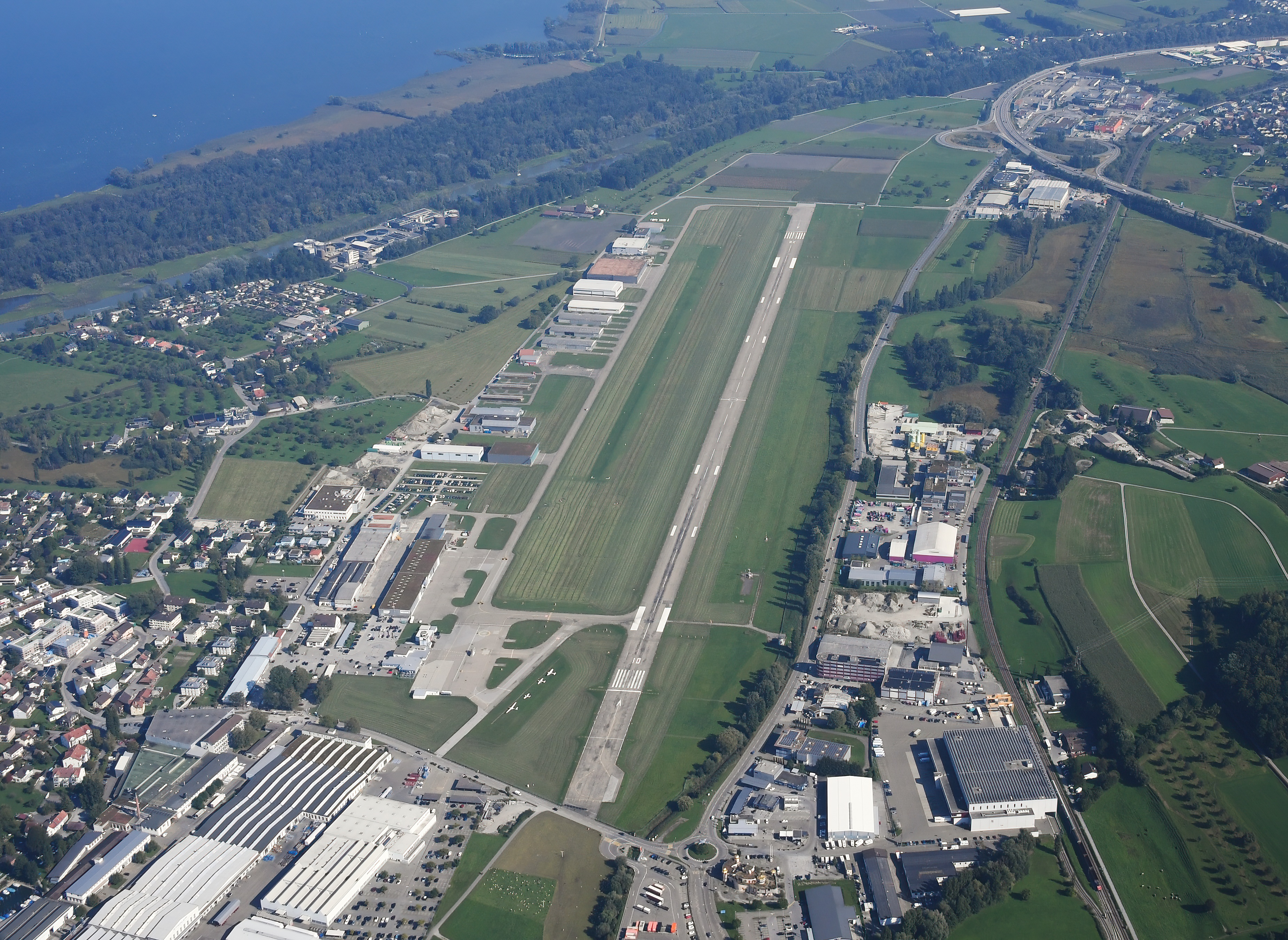
Letiště Altenrhein

Letiště St. Gallen – Altenrhein (ACH) vzniklo z bývalého letiště letecké továrny. To bylo otevřeno pro pravidelnou leteckou dopravu v roce 1988 se spojením do Vídně a od té doby bylo dále rozšiřováno. Od roku 2003 se nazývá letiště St. Gallen – Altenrhein. V roce 1998 se v Altenrheinu konal mezinárodní letecký den Bodensee Airshow.
V Burietu je napojení na dálnici A1. Nachází se zde také základna dálniční policie a depo údržby dálnice. Kantonální úřad pro silniční dopravu a přepravu provozuje v Burietu zkušební středisko.
Obce politické obce Thal jsou propojeny poštovními autobusovými linkami. Ty zajišťují také spojení s vlaky SBB ve stanicích Staad a Rheineck na trati St. Gallen – St. Margrethen.

## Osobnosti
- Jolanda Neffová (* 1993), švýcarská cyklistka (cyklokros), pochází z Thalu